# Legge di Geiger-Nuttall
In fisica nucleare, la legge di Geiger–Nuttall mette in relazione la costante di decadimento di un isotopo radioattivo con l'energia delle particelle alfa emesse. Indicativamente, afferma che gli isotopi con vita media bassa emettono alfa più energetiche rispetto a quelli con vita media più alta.
La relazione mostra anche che le emivite dipendono esponenzialmente dall'energia del decadimento, così che grandi variazioni nell'emivita portano a differenze relativamente piccole nell'energia di decadimento, e quindi energia delle particelle alfa. In pratica, ciò significa che isotopi con diverse emivite, anche di molti ordini di grandezza, emettono particelle alfa di energia molto simile.
Formulata nel 1911 da Hans Geiger e John Mitchell Nuttall, la forma moderna della legge è:
{\displaystyle \log _{10}\lambda =-a_{1}{\frac {Z}{\sqrt {E}}}+a_{2}}
dove λ è la costante di decadimento (λ = ln(2)/emivita), Z il numero atomico, E l'energia cinetica totale (della particella alfa e del nucleo figlio), e a1 e a2 sono costanti. La legge è più precisa per i nuclei con numero atomico e massa atomica pari. Questo andamento è presente anche per nuclei pari-dispari, dispari-pari, e dispari-dispari ma non così evidente.

## Decadimenti di ioni pesanti
La legge di Geiger-Nuttall è stata estesa anche per descrivere i decadimenti di ioni pesanti, cioè quei decadimenti dove vengono rilasciati nuclei atomici più grandi dell'elio, ad esempio silicio e carbonio.

## Derivazione
Un modo semplice per ricavare questa legge è considerare una particella alfa nel nucleo atomico come una particella in una scatola (buca di potenziale). Questa particella è in uno stato legato per la presenza del potenziale dell'interazione forte. La particella rimbalzerà continuamente da un lato all'altro, e a causa dell'effetto tunnel dell'onda attraverso la barriera di potenziale, a ogni rimbalzo ci sarà una piccola probabilità per la particella di uscire dalla buca.
La conoscenza di questo effetto quantistico permette di ottenere questa legge, inclusi i coefficienti, tramite un calcolo diretto. Questo calcolo fu effettuato per la prima volta dal fisico George Gamow nel 1928.